# Движение Грааля
«Международное Движение Грааля» или «Международное Движение Граля»  (нем. Internationale Gralsbewegung) — движение, основанное вдовой немецкого писателя и философа Оскара Эрнста Бернхардта, госпожой Марией. Имеет «Управление Грааля» в Посёлке Грааля на Фомперберге (Grals-Verwaltung Vomperberg). Цель движения — распространение учения, изложенного Бернхардтом в произведении «В Свете Истины. Послание Граля».
Согласно свидетельству от 15 мая 1956 года приёмной дочери Бернхардта Ирмингард, «с 1939 по 1941 год Послание Граля было переработано самим его автором, г-ном Оскаром Эрнстом Бернхардтом. (…) В конце мая 1941 года рукопись по переработке была готова к печати». Оно было откорректировано и заново упорядочено. В 1949 году Послание Граля было издано в этой новой форме: 3-томное издание книги «В Свете Истины. Послание Граля» (168 докладов) и отдельно книги «Предостережения», предназначенной только для приверженцев учения (22 доклада).
В 1953 году были изданы книга «Десять Заповедей Божьих и Отче наш», а также книга «Ответы на вопросы», состоящая из 89 ответов Бернхардта на вопросы читателей его книг.
Произведения Оскара Бернхардта, издаваемые «Управлением Граля, Фомперберг», стали основой учения, распространяемого «Международным Движением Грааля».
Ещё с начала распространения Послания Граля (1923 год) появились люди, которые желали следовать учению Абд-ру-шина. Свободные объединения, возникавшие с 1927 года и образовавшие основу Движения Граля, имели определённые соглашения, регулирующие их сотрудничество. Целью Движения Граля является распространение учения Абд-ру-шина и претворение его в жизнь во всех областях.
В отношении этих возникающих объединений Бернхардт в 1927 году заявил:
«Даже если я радостно приветствую эти объединения, я всё же не могу ими руководить, не могу также в них участвовать, потому что подобные устремления в конечном итоге всегда оказываются узами для того, вокруг кого они группируются. (…) Я должен быть и оставаться свободным в том, что мне нужно сказать!»
В одном из последних докладов, написанном в 1937 году, Бернхардт указал:
«Культ должен быть обретшим форму стремлением сделать как-либо доступным для земного сознания восприятие того, что не поддаётся земному постижению».
В настоящее время действуют три автономных центра Движения:
- Управление Граля на Фомперберге (Австрия) Архивная копия от 7 октября 2017 на Wayback Machine — Grals-Verwaltung Vomperberg
- Орден Грааля на Земле (Бразилия) Архивная копия от 9 марта 2022 на Wayback Machine — Ordem do Graal na Terra
- Фонд Послания Граля (Германия) Архивная копия от 25 августа 2018 на Wayback Machine — Stiftung Gralsbotschaft

Действующие представительства Фонда Послания Граля и Движения Граля в России и на Украине — «Издательство "Мир Граля"»:
- «Издательство Мир Граля», Пермь (Россия) Архивная копия от 24 ноября 2020 на Wayback Machine
- «Издательство Мир Граля», Одесса (Украина) Архивная копия от 2 марта 2021 на Wayback Machine
- Международное Движение Граля, Украина

## Праздники граалистов
Приверженцы Движения Грааля (граалисты) празднуют 3 праздника в году:
- 30 мая — День Святого Голубя
- 7 сентября — День Чистой Лилии
- 29 декабря — День Сияющей Звезды (День Розы)

## Отношение к «Движению Грааля»
Некоторые исследователи относят «Движение Грааля» к деструктивным сектам оккультного характера.
В 2007 году в Чехии несколько членов «Движения Грааля» были осуждены на длительные сроки заключения за издевательства и пытки над малолетними детьми.
В 2013 году во Франции «Движение Грааля» было упомянуто в отчёте MIVILUDES после того, как пациентка с раком молочной железы умерла, потому что она отказалась от химиотерапии и принимала гомеопатические препараты по совету двух врачей, которые были последователями учения Бернхардта, в результате чего врачи были привлечены к уголовной ответственности.